# چاک کلوز
چارلز توماس کلوز (به انگلیسی: Charles Thomas Close) معروف به چاک کلوز (Chuck Close) (متولد ۵ ژوئیه ۱۹۴۰ در واشینگتن - متوفی در ۱۹ اوت ۲۰۲۱) یکی از مشهورترین نقاشان و عکاسان جنبش فوتورئالیسم ایالات متحده آمریکا در نیمهٔ دوم قرن بیستم بود. بیشتر موضوعات نقاشی‌های کلوز را چهرهٔ اشخاص تشکیل می‌دهند. او مبتلا به خوانش‌پریشی بود و برای کشیدن نقاشی‌هایش از روش خلاقانه‌ای استفاده می‌کرد.

## نگارخانه

فرانک. _{اکریلیک روی بوم، ۱۹۶۹.}

- فرانک.
اکریلیک روی بوم، ۱۹۶۹.